# Saskatoon Riversdale (circonscription saskatchewanaise)
Pour les articles homonymes, voir Saskatoon (homonymie) et Riversdale.
Circonscription électorale provinciale du Canada
Saskatoon Riversdale est une circonscription électorale provinciale de la Saskatchewan au Canada. Elle est représentée à l'Assemblée législative de la Saskatchewan depuis 1967.
La circonscription a entre autres été représentée par les premiers ministres Roy Romanow et Lorne Calvert.

## Géographie
Le territoire de la circonscription contient le quartier de Riversdale (en) au sud-ouest de Saskatoon.

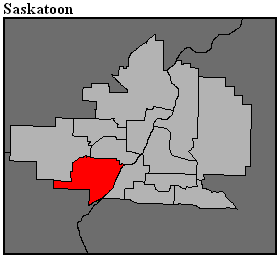
Frontière de la circonscription en 2016.
Frontière de la circonscription en 2022.

## Liste des députés
| Parlement                               | Années                                  | Député                                  | Député                                  | Parti                                   |
| Saskatoon Riversdale                    | Saskatoon Riversdale                    | Saskatoon Riversdale                    | Saskatoon Riversdale                    | Saskatoon Riversdale                    |
| Circonscription issue de Saskatoon City | Circonscription issue de Saskatoon City | Circonscription issue de Saskatoon City | Circonscription issue de Saskatoon City | Circonscription issue de Saskatoon City |
| --------------------------------------- | --------------------------------------- | --------------------------------------- | --------------------------------------- | --------------------------------------- |
| 16e                                     | 1967–1971                               |                                         | Roy Romanow                             | Néo-démocrate                           |
| 17e                                     | 1971–1975                               |                                         | Roy Romanow                             | Néo-démocrate                           |
| 18e                                     | 1975–1978                               |                                         | Roy Romanow                             | Néo-démocrate                           |
| 19e                                     | 1978–1982                               |                                         | Roy Romanow                             | Néo-démocrate                           |
| 20e                                     | 1982–1986                               |                                         | Jo-Ann Zazelenchuk                      | Progressiste-conservateur               |
| 21e                                     | 1986–1991                               |                                         | Roy Romanow (2)                         | Néo-démocrate                           |
| 22e                                     | 1991–1995                               |                                         | Roy Romanow (2)                         | Néo-démocrate                           |
| 23e                                     | 1995–1999                               |                                         | Roy Romanow (2)                         | Néo-démocrate                           |
| 24e                                     | 1999–2001                               |                                         | Roy Romanow (2)                         | Néo-démocrate                           |
| 24e                                     | 2001-2003                               | Lorne Calvert                           |                                         | Néo-démocrate                           |
| 25e                                     | 2003–2007                               | Lorne Calvert                           |                                         | Néo-démocrate                           |
| 26e                                     | 2007–2009                               | Lorne Calvert                           |                                         | Néo-démocrate                           |
| 26e                                     | 2009-2011                               | Danielle Chartier                       |                                         | Néo-démocrate                           |
| 27e                                     | 2011–2016                               | Danielle Chartier                       |                                         | Néo-démocrate                           |
| 28e                                     | 2016–2020                               | Danielle Chartier                       |                                         | Néo-démocrate                           |
| 29e                                     | 2020–2024                               |                                         | Marv Friesen                            | Saskatchewanais                         |
| 30e                                     | 2024–en cours                           |                                         | Kim Breckner (en)                       | Néo-démocrate                           |